# Роман Бюркі
Роман Бюркі (нім. Roman Bürki, нар. 14 листопада 1990, Мюнзінген) — швейцарський футболіст, воротар «Сент-Луїс Сіті» та національної збірної Швейцарії.
Володар Кубка Швейцарії.

## Клубна кар'єра
Народився 14 листопада 1990 року в місті Мюнзінген. Вихованець юнацьких команд футбольних клубів «Мюнзінген» та «Янг Бойз».
2007 року дебютував виступами за молодіжну команду клубу «Янг Бойз», в якій провів два сезони, взявши участь у 44 матчах чемпіонату. 
У 2009 та 2010 роках грав на умовах оренди у складі «Туна» та «Шаффгаузена».
2010 року повернувся з оренди до «Янг Бойз», де нарешті дебютував в іграх за головну команду клубу, провівши у її складі два матчі.
2011 року був орендований клубом «Грассгоппер», в якому поступово став основним голкіпером команди, і 2013 року клуб з Цюриха викупив контракт голкіпера за 1,8 млн €.
Сезон 2014/15 провів, захищиючи кольори «Фрайбурга».
14 червня 2015 року Бюркі перейшов до дортмундської «Боруссії», підписавши контракт до 2019 року. У першому ж сезоні Роман став основним воротарем дортмундців. У перших чотирьох матчах в різних турнірах Бюркі вдавалося зберегти свої ворота в недоторканності. Перший м'яч швейцарський воротар пропустив лише на 78-й хвилині матчу третього туру проти берлінської «Герти».
| Дата       | Місто            | Господарі  | Результат | Гості      | Турнір            | Голи | Примітки |
| ---------- | ---------------- | ---------- | --------- | ---------- | ----------------- | ---- | -------- |
| 18-11-2014 | Вроцлав          | Польща     | 2 – 2     | Швейцарія  | товариський матч  | -2   | 59'      |
| 31-3-2015  | Цюрих            | Швейцарія  | 1 – 1     | США        | товариський матч  | -1   |          |
| 9-10-2015  | Санкт-Галлен     | Швейцарія  | 7 – 0     | Сан-Марино | Відбір до ЧЄ 2016 | -    |          |
| 13-11-2015 | Трнава           | Словаччина | 3 – 2     | Швейцарія  | товариський матч  | -3   |          |
| 3-6-2016   | Лугано           | Швейцарія  | 2 – 1     | Молдова    | товариський матч  | -1   |          |
| 10-10-2016 | Андорра-ла-Велья | Андорра    | 1 – 2     | Швейцарія  | Відбір до ЧС 2018 | -1   |          |
| 1-6-2017   | Невшатель        | Швейцарія  | 1 – 0     | Білорусь   | товариський матч  | -    |          |
| 27-3-2018  | Базель           | Швейцарія  | 6 – 0     | Панама     | товариський матч  | -    |          |
| 8-6-2018   | Лугано           | Швейцарія  | 2 – 0     | Японія     | товариський матч  | -    |          |
| Усього     |                  | Матчів     | 9         |            | Голів             | -8   |          |

## Титули і досягнення
- Володар Кубка Швейцарії (1):

«Грассгоппер»: 2012-13
- Володар Кубка Німеччини (2):

«Боруссія» (Дортмунд): 2016-17, 2020-21
- Володар Суперкубка Німеччини (1):

«Боруссія» (Дортмунд): 2019